# Daniel Martín Rodríguez
Daniel Martín Rodríguez (Madrid, España, 26 de septiembre de 2005), más conocido como Dani Martín, es un futbolista que juega en la posición de portero. Actualmente milita en la SD Huesca de la Segunda División cedido por el Levante U. D.

## Trayectoria
Dani comenzó en el Paracuellos, desde donde fichó por el juvenil del Rayo Majadahonda. En la temporada 2023-24 jugó 31 partidos en Primera Federación con los rayistas, lo que le valió el fichaje por la U. D.  Levante, que de cara a la temporada 2024-25, lo cedieron al Marbella F. C. de Primera Federación.
A la temporada siguiente se anunció su cesión a la SD Huesca por una temporada.